# T-46 (戦車)
T-46は1936年に開発されたソビエト連邦の試作戦車である。

## 概要
当時労農赤軍の主力戦車であったT-26の単純強化版をコンセプトに、1933年ころにレニングラード第174工場が開発に着手した。
1935年に試作品が完成、1937年までの間に極少数が生産された。

## 性能と実戦
T-46は軽戦車としては攻撃力、装甲、速度の面でバランスが取れていた。特にBT戦車などに用いられた、クリスティー方式による稼動方式によってキャタピラがなくとも高い機動力を発揮することが出来た。しかし機械的信頼性の低さと、それに見合わない生産性の低さが大きなネックとなっていた。特にコストの面では多砲塔戦車であるT-28と同等という高価さであった。そのため1937年までに生産された4輌以上の増産は行われず、この年の内に計画が全て凍結した。
生産された4輌は実戦に投入された。詳しい運用状況は分かっていないが、冬戦争に投入され、一部は砲塔を埋めてトーチカとして使用していたとされている。その他火炎放射戦車として使用された車両もあった。

## 現存車両
極少数生産でありながら、現存車両が存在する。2001年末にカレリア地峡にて、冬戦争で使用されたと思われるT-46が発見された。いくつかの部品が欠損していたものの、ロシアに持ち帰って復元された。その後、モスクワ・ポクロンナヤの丘 勝利記念公園に寄贈され、一般公開されている。

## 参考
- http://homepage1.nifty.com/gizmo-cafe/tank-photo/t-46-1/nazo.html